# Grumier (navire)
Pour les articles homonymes, voir Grumier.

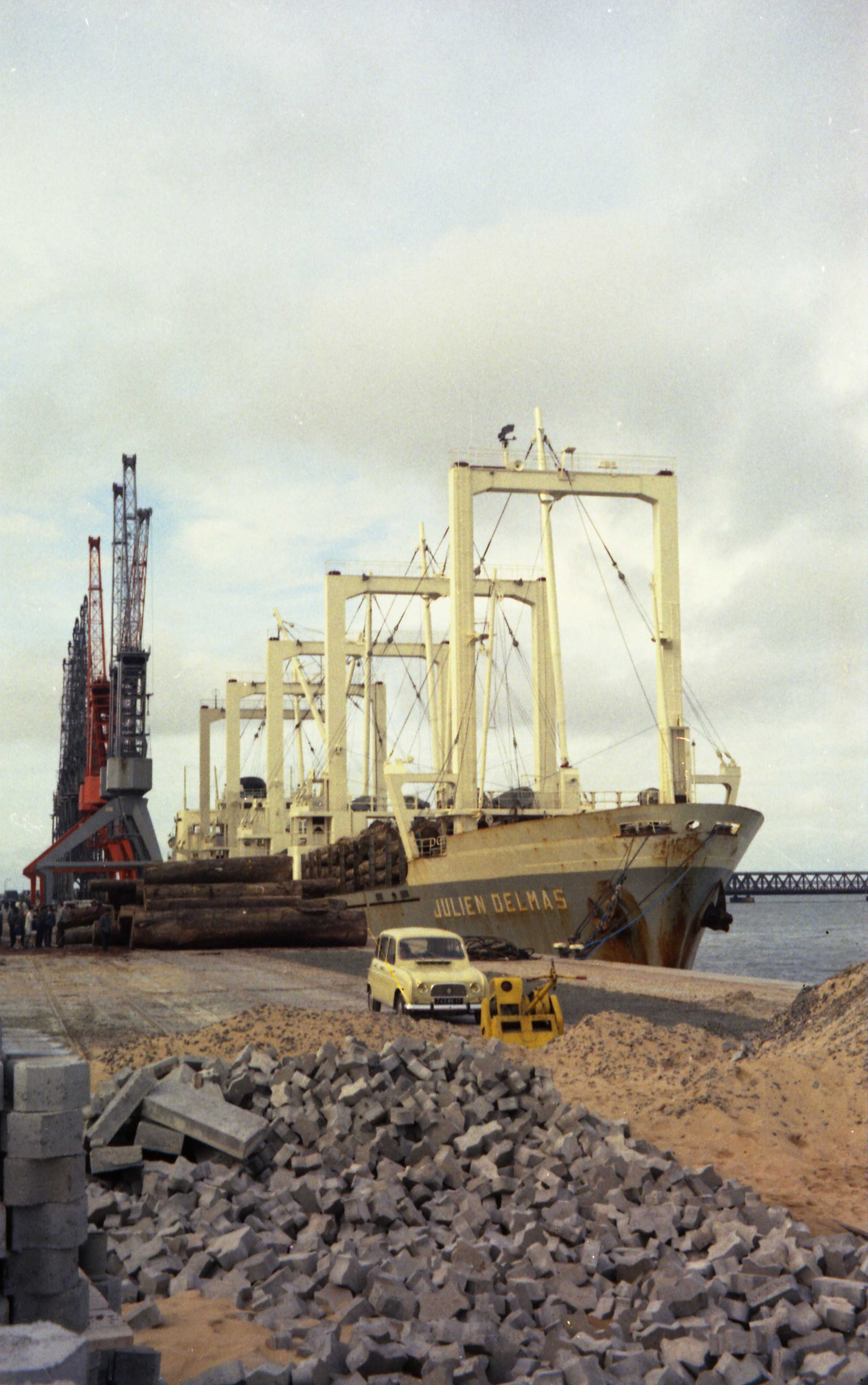
Le Julien Delmas, grumier prenant son chargement à La Pallice

Un grumier est un navire de charge spécialisé dans le transport de bois en grumes. Selon leur taille, ils sont classés comme des cargos polyvalents ou comme des vraquiers. 
Le terme grumier vient du nom grume qui désigne étymologiquement l'écorce du fruit, puis l'écorce de l'arbre et le bois découpé.
La cargaison est chargée par des grues ou mâts de charge puis déposée dans les cales et sur le pont, où des montants la maintiennent en place. Les grumes nécessitent un temps élevé pour l'accorage.
Le grumier a la possibilité d'avoir un tirant d'eau supérieur étant donné son chargement (le bois flotte).